# Boudoir

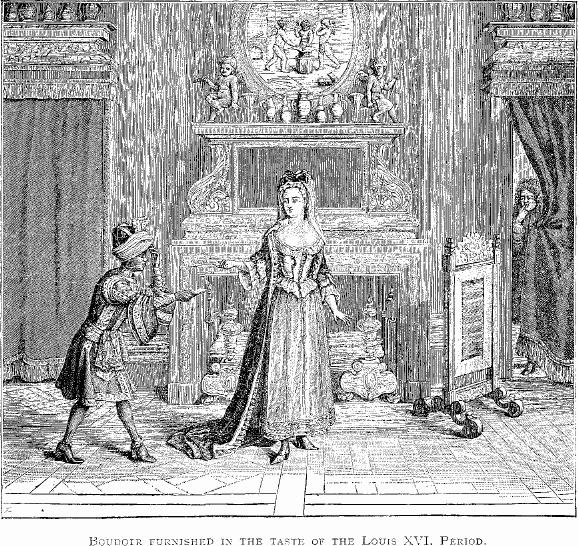
Boudoir aus der Zeit Ludwigs XVI.

Ein Boudoir [bu'dwa:R] (Lehnwort aus frz. boudoir, von bouder „schmollen, schlecht gelaunt sein“) bezeichnete ursprünglich einen kleinen, elegant eingerichteten privaten Raum, in den sich die „Dame des Hauses“ zurückziehen konnte. Später bezeichnete das Boudoir allgemein das Ankleidezimmer. Bis heute ist der Begriff auch im Deutschen gebräuchlich.

## Boudoir als Zimmer

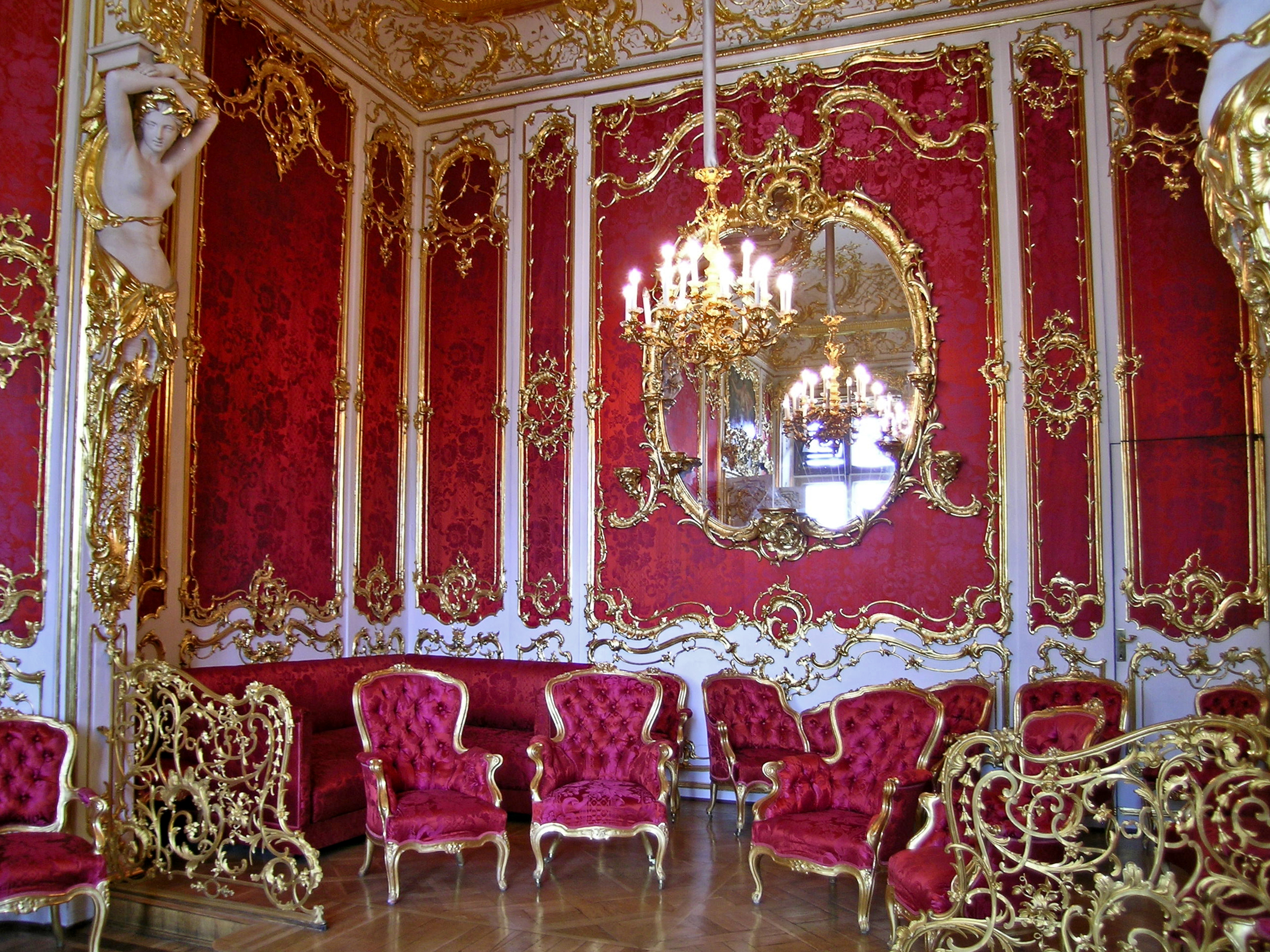
Boudoir der Kaiserin Marija Alexandrowna im Winterpalast in der Eremitage (Sankt Petersburg)

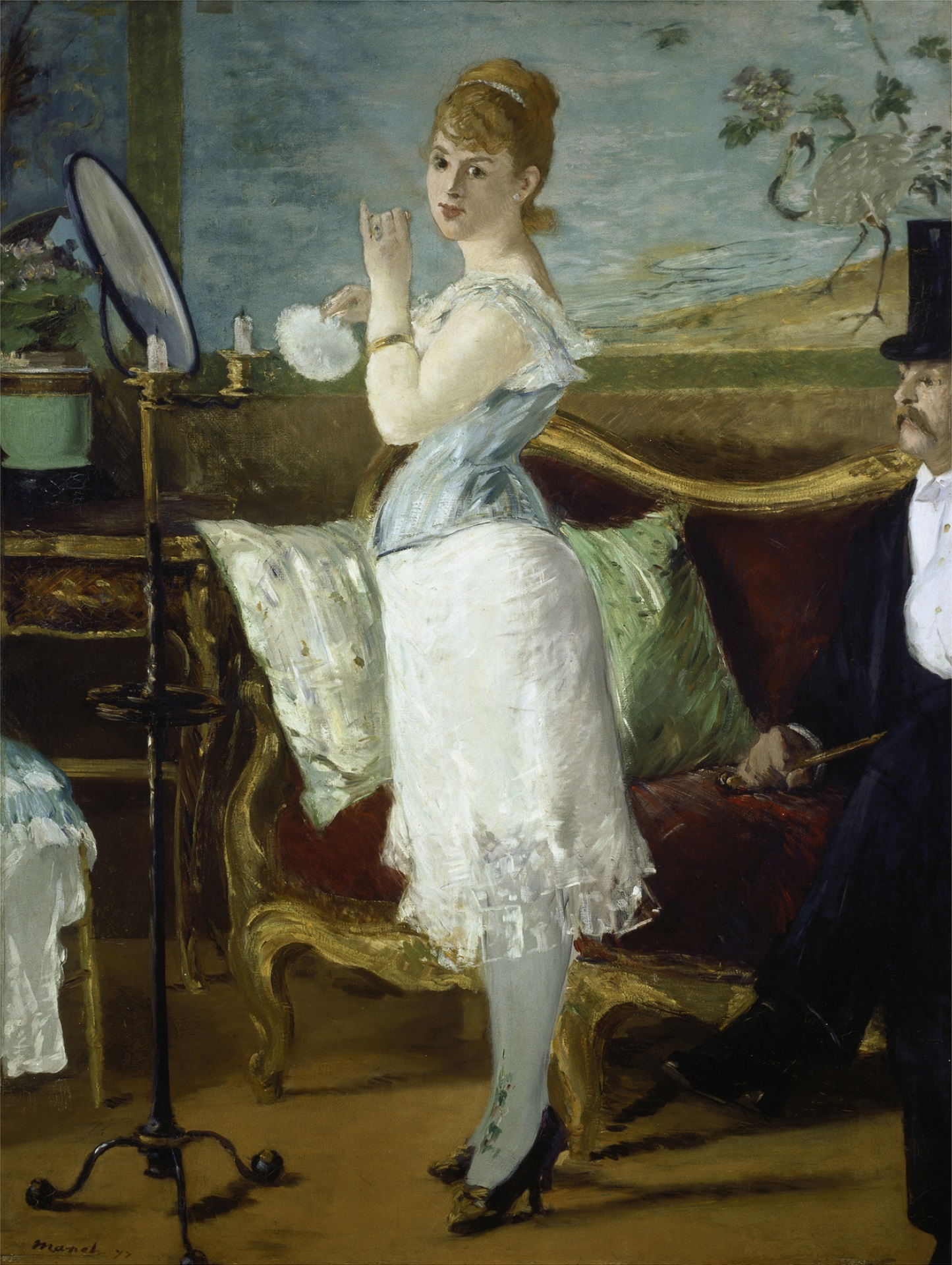
Édouard Manets Nana (1877) zeigt eine Prostituierte mit Freier im Boudoir

Das Boudoir findet sich häufig als Raumbezeichnung zwischen Wohn- und Schlafzimmer auf Grundrissplänen der klassischen Moderne; es stellt damit einen festen Begriff in der Architektur dar. Die Ausstattung eines Boudoirs war meist aufwendig. Die Möblierung war je nach Größe unterschiedlich umfangreich. Eine Poudreuse gehörte in der Regel zur Grundausstattung.
In Marquis de Sades Klassiker Die Philosophie im Boudoir wurde der Rückzugsraum der Frauen mit erotischen Inhalten aufgeladen.

## Weitere Begriffsverwendungen
In Frankreich ist die Bezeichnung zudem für einen Löffelbiskuit gebräuchlich. Dies soll auf die „Boudoir-Politik“ Talleyrands in feinen Hinterzimmern zurückzuführen sein, wo man den Gästen feines Gebäck reichte. In Deutschland ist der Begriff beim Patentamt für diese Warengruppe durch einen Anbieter geschützt.
Der Boudoirmalerei zugeordnet werden bestimmte, im 18. Jahrhundert für die Verwendung in Privatgemächern vorgesehene Werke mit heiteren und sinnlichen Motiven, beispielsweise Gemälde von François Boucher.
Der Begriff Boudoir steht seit dem 20. Jahrhundert zudem für einen bestimmten Stil der Fotografie. Hierbei ist das Motiv typischerweise eine Dame in erotischer Wäsche, oft Spitze oder Seide, die in einem gediegen bis historisch wirkenden Wohn-Schlaf-Bereich posiert.